# Bournazel (Tarn)
Bournazel település Franciaországban, Tarn megyében. Lakosainak száma 237 fő (2022. január 1.). Bournazel Cordes-sur-Ciel, Lacapelle-Ségalar, Mouzieys-Panens, Saint-Marcel-Campes és Saint-Martin-Laguépie községekkel határos.

## Népesség
A település népességének változása:
| Lakosok száma | 177  | 180  | 182  | 185  | 192  | 205  | 218  | 226  | 231  | 237  |
|               | 2010 | 2013 | 2015 | 2016 | 2017 | 2018 | 2019 | 2020 | 2021 | 2022 |